# Fredericton
Fredericton é a capital da província canadense de Novo Brunswick. A cidade está situada no centro-oeste da província ao longo do rio Saint John, que flui de oeste a leste, pois corta a cidade, o rio é a característica natural mais dominante da área. A cidade é um dos principais centros urbanos de Novo Brunswick, tinha uma população de 56.224 habitantes no recenseamento canadense de 2011. É a terceira maior cidade da província depois de Moncton e Saint John.
Um importante centro cultural, artístico e educacional para a província, Fredericton é o lar de duas universidades, a Escola de Artesanato e Design de Novo Brunswick, e instituições culturais como a Galeria de Arte Beaverbrook, o Museu da Região de Fredericton e The Playhouse, Local de artes. A cidade hospeda o Festival anual Harvest Jazz & Blues, atraindo artistas regionais e internacionais de jazz, blues, rock e artistas mundiais. Fredericton é também um ponto central importante e vibrante para os artistas visuais superiores da região; Muitos dos artistas notáveis do Novo Brunswick vivem e trabalham lá hoje. Fredericton também foi o lar de alguns grandes pintores históricos canadenses, incluindo Goodridge Roberts, e Molly e Bruno Bobak.
Como capital provincial, sua economia está ligada ao setor público; No entanto, a cidade também contém um crescente setor de TI e comercial. A cidade tem a maior porcentagem de residentes com uma educação pós-secundária na província e um dos maiores rendimentos per capita.